# Gámbita
Gámbita est une municipalité colombienne située dans le département de Santander.